# Rio Araçuaí
O rio Araçuaí é um curso de água do estado de Minas Gerais, Brasil. Com 397 km de extensão, trata-se do principal afluente da margem direita do rio Jequitinhonha. Banha 19 cidades e abastece 23, a exemplo de Araçuaí, além de propiciar a agropecuária e a pesca, que estão entre as principais fontes de renda dessa região.
Apesar de sua importância ecológica, econômica e social, enfrenta considerável degradação ambiental, como despejo de esgoto, assoreamento e ausência de mata ciliar.